# 冰川镇
冰川镇，是中华人民共和国四川省德阳市什邡市曾经下辖的一个镇。2019年12月，撤销冰川镇，将其所属行政区域划归蓥华镇管辖。

## 行政区划
冰川镇撤销前下辖以下地区：
场镇社区、新拱村、双桥村、爆竹园村、五马村、杉木林村、楠木村和天桥村。